# Lancer du marteau masculin aux championnats du monde d'athlétisme 1995
Navigation
Stuttgart 1993 Athènes 1997
L'épreuve du lancer du marteau masculin des championnats du monde d'athlétisme 1995 s'est déroulée les 5 et 6 août 1995 à l'Ullevi Stadion de Göteborg, en Suède. Elle est remportée par le Tadjik Andrey Abduvaliyev.

## Résultats

### Finale
| Rang               | Athlète             | Pays        | Essais | Essais | Essais | Essais | Essais | Essais | Marque  |
| Rang               | Athlète             | Pays        | 1      | 2      | 3      | 4      | 5      | 6      | Marque  |
| ------------------ | ------------------- | ----------- | ------ | ------ | ------ | ------ | ------ | ------ | ------- |
| Médaille d'or      | Andrey Abduvaliyev  | Tadjikistan | 77.68  | 79.10  | 78.22  | 80.12  | 79.00  | 81.56  | 81.56 m |
| Médaille d'argent  | Igor Astapkovich    | Biélorussie | X      | 79.02  | 79.98  | 81.10  | 80.58  | 80.26  | 81.10 m |
| Médaille de bronze | Tibor Gécsek        | Hongrie     | 79.20  | 80.40  | 77.94  | 80.98  | X      | X      | 80.98 m |
| 4                  | Balázs Kiss         | Hongrie     | 79.02  | 77.84  | 78.70  | 78.18  | 77.46  | X      | 79.02 m |
| 5                  | Lance Deal          | États-Unis  | X      | 73.12  | 76.24  | 77.86  | 78.12  | 78.66  | 78.66 m |
| 6                  | Sergey Alay         | Biélorussie | 74.26  | 75.68  | 76.66  | 71.84  | 75.38  | 75.74  | 76.66 m |
| 7                  | Ilya Konovalov      | Russie      | 75.84  | 75.52  | 76.50  | X      | 72.46  | 76.46  | 76.50 m |
| 8                  | Aleksandr Seleznyov | Russie      | 76.18  | X      | X      | X      | X      | 72.02  | 76.18 m |
| 9                  | Raphaël Piolanti    | France      | 75.98  | X      | 75.18  |        |        |        | 75.98 m |
| 10                 | Oleksandr Krykun    | Ukraine     | 73.32  | 75.52  | 74.10  |        |        |        | 75.52 m |
| 11                 | Vadim Kolesnik      | Ukraine     | X      | 75.18  | 74.50  |        |        |        | 75.18 m |
| 12                 | Marko Wahlman       | Finlande    | 73.02  | X      | 71.04  |        |        |        | 73.02 m |

## Légende
Records et Performances
- AR : Record continental (area record)
- CR : Record des championnats (championship record)
- MR : Record du meeting (meet record)
- NR : Record national (national record)
- OR : Record olympique (olympic record)
- PR : Record paralympique (paralympic record)
- PB : Record personnel (personal best)
- SB : Meilleure performance personnelle de la saison (season's best)
- WL : Meilleure performance mondiale de l'année (world leader)
- WJR : Record du monde junior (world junior record)
- WR : Record du monde (world record)

Circonstances et Conditions
- DNF : N'a pas terminé (did not finish)
- DNS : N'a pas pris le départ (did not start)
- DQ : Disqualification (disqualification)
- NM : Aucun essai valable enregistré (No Mark)
- Q : Qualifié « directement » au prochain tour (ou à la prochaine compétition), lors d'une compétition majeure, grâce au classement ou à la réalisation des minima (automatic qualifier)
- q : Qualifié au prochain tour (ou à la prochaine compétition), lors d'une compétition majeure, grâce au repêchage ou à la réalisation de l'une des meilleures performances parmi celles des « non qualifiés directement » (grâce au meilleur temps ou à la meilleure distance par exemple) (secondary qualifier)